# Liem Soei Liong
Liem Soei Liong (* April 1943 in Tasikmalaya, Indonesien) ist ein chinesisch-indonesischer Menschenrechtsaktivist, der in den Niederlanden im Exil lebt und die niederländische Staatsbürgerschaft besitzt.
Er floh aus seiner Heimat vor den Massaker in Indonesien 1965–1966 an der chinesischen Bevölkerung und den Mitgliedern der Kommunistischen Partei Indonesiens. Liem Soei Liong wurde Mitglied des niederländischen „Komitee Indonesie“, wechselte dann aber zur indonesischen Menschenrechtsorganisation „TAPOL“, die ihren Sitz in London hat. TAPOL befasste sich mit Menschenrechtsverletzungen in Indonesien, inklusive jener im besetzten Osttimor.

## Auszeichnungen
2015 erhielt Liem Soei Liong von Osttimors Präsidenten Taur Matan Ruak die Medal des Ordem de Timor-Leste. Die Verleihung fand am 20. Mai 2015, zum 13. Unabhängigkeitstag Osttimors statt.

## Veröffentlichungen
- The War Against East Timor, mit Carmel Budiardjo, London, 1984.
- Maluku : geografie en geschiedenis van de Molukken sinds het kolonialisme, Amsterdam 1988.
- West Papua: The Obliteration of a People, mit Carmel Budiardjo, 1988.
- Indonesian Muslims and the state: accommodation or revolt?, London 1998.
- It's the military, stupid!, 2000.
- Timor-Leste : interesses internacionais e actores locais, mit António Barbedo de Magalhães und David Scott 2007.